# 鶴見火力発電所

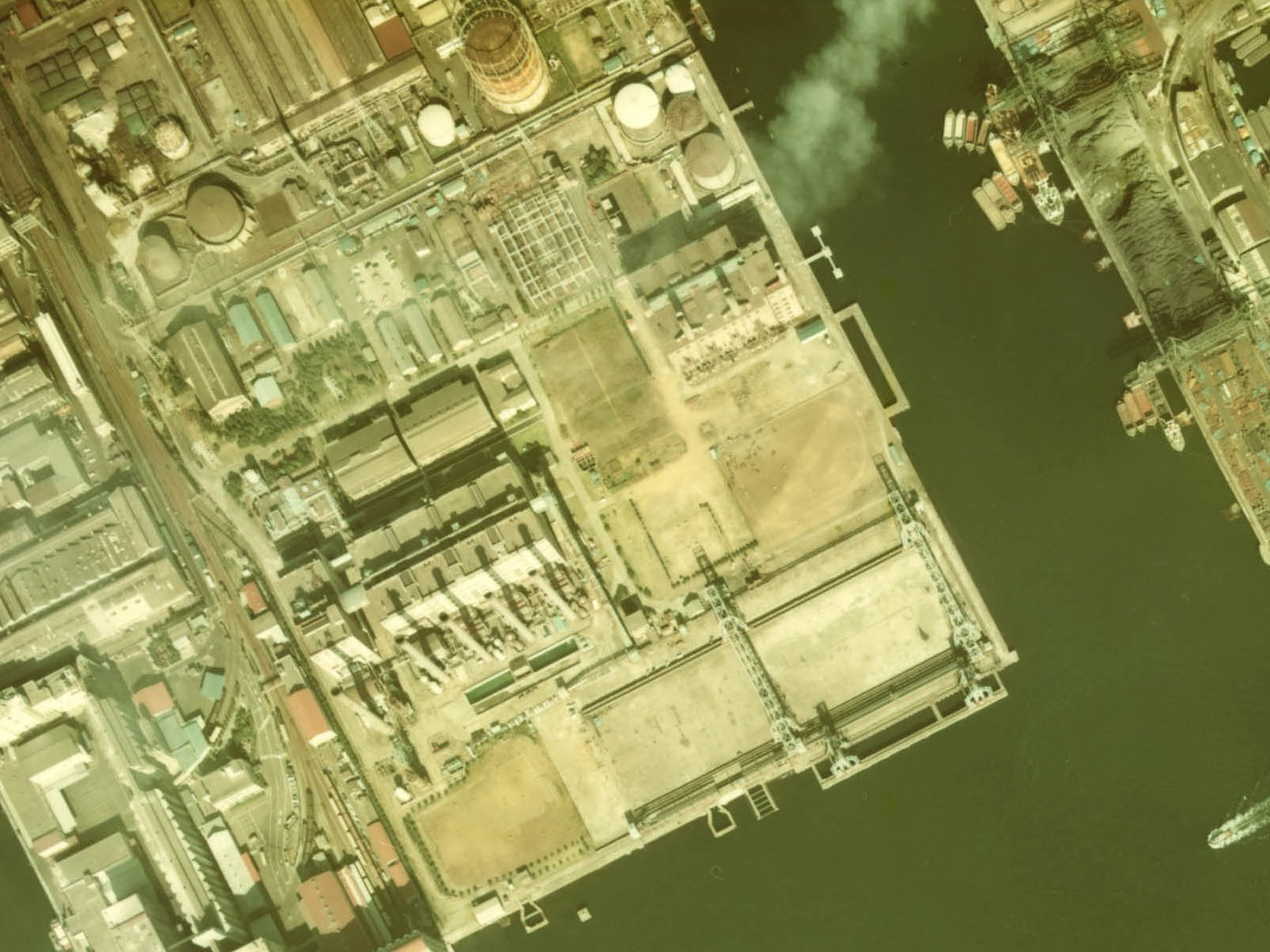
1977年の空中写真。左側5本の煙突が第二火力、右側の2本が第一火力。

鶴見火力発電所（つるみかりょくはつでんしょ）は、神奈川県川崎市川崎区大川町にあった東京電力の火力発電所。

## 概要
第二次世界大戦以前に存在した東邦電力子会社の東京電力によって建設された発電所が前身。
1955年1月に戦後初の新設石炭火力発電所として1号機が運転開始、5号機までが建設された。「鶴見第二火力発電所」と呼ばれた。
当初は石炭専焼だったが、1973年に重油専焼に転換した。老朽化に伴い1984年6月に廃止された。跡地は大川町産業団地として再整備されているほか、鶴見線大川駅付近の公園内には石碑が建立されている。
北隣の白石町には1931年に日本電力による潮田火力発電所が建設されたが、1973年に廃止されている。

## 廃止された発電設備
- 総出力：44.5万kW（1984年廃止時。旧設備含む）[3]

1号機（廃止）
定格出力：6.6万kW
使用燃料：重油（当初は石炭）
営業運転期間：1955年1月6日 - 1984年6月30日
2号機（廃止）
定格出力：6.6万kW
使用燃料：重油（当初は石炭）
廃止時期：1984年6月30日
3号機（廃止）
定格出力：6.6万kW
使用燃料：重油（当初は石炭）
廃止時期：1984年6月30日
4号機（廃止）
定格出力：6.6万kW
使用燃料：重油（当初は石炭）
廃止時期：1984年6月30日
5号機（廃止）
定格出力：7.5万kW
使用燃料：重油（当初は石炭）
営業運転期間：1958年12月24日 - 1984年6月30日

### 戦前建設された発電設備
1923年12月に建設が開始された。発電出力は3.75万kW、7.25万kW、17.85万kWと、1936年にかけて順次増設した。
戦後になり新規発電設備が建設されると、既存設備は「鶴見第一火力発電所」と呼ばれた。1、2号機は1965年に廃止された。
- 総出力：17.85万kW（4号機完成時）[2]

1号機（廃止）
定格出力：3.75万kW
使用燃料：石炭
営業運転期間：1926年12月 - 1965年10月
2号機（廃止）
定格出力：3.5万kW
使用燃料：石炭
廃止時期：1965年10月
3号機（廃止）

使用燃料：重油（当初は石炭）
廃止時期：1984年6月30日
4号機（廃止）

使用燃料：重油（当初は石炭）
営業運転期間：1936年8月 - 1984年6月30日

## 沿革

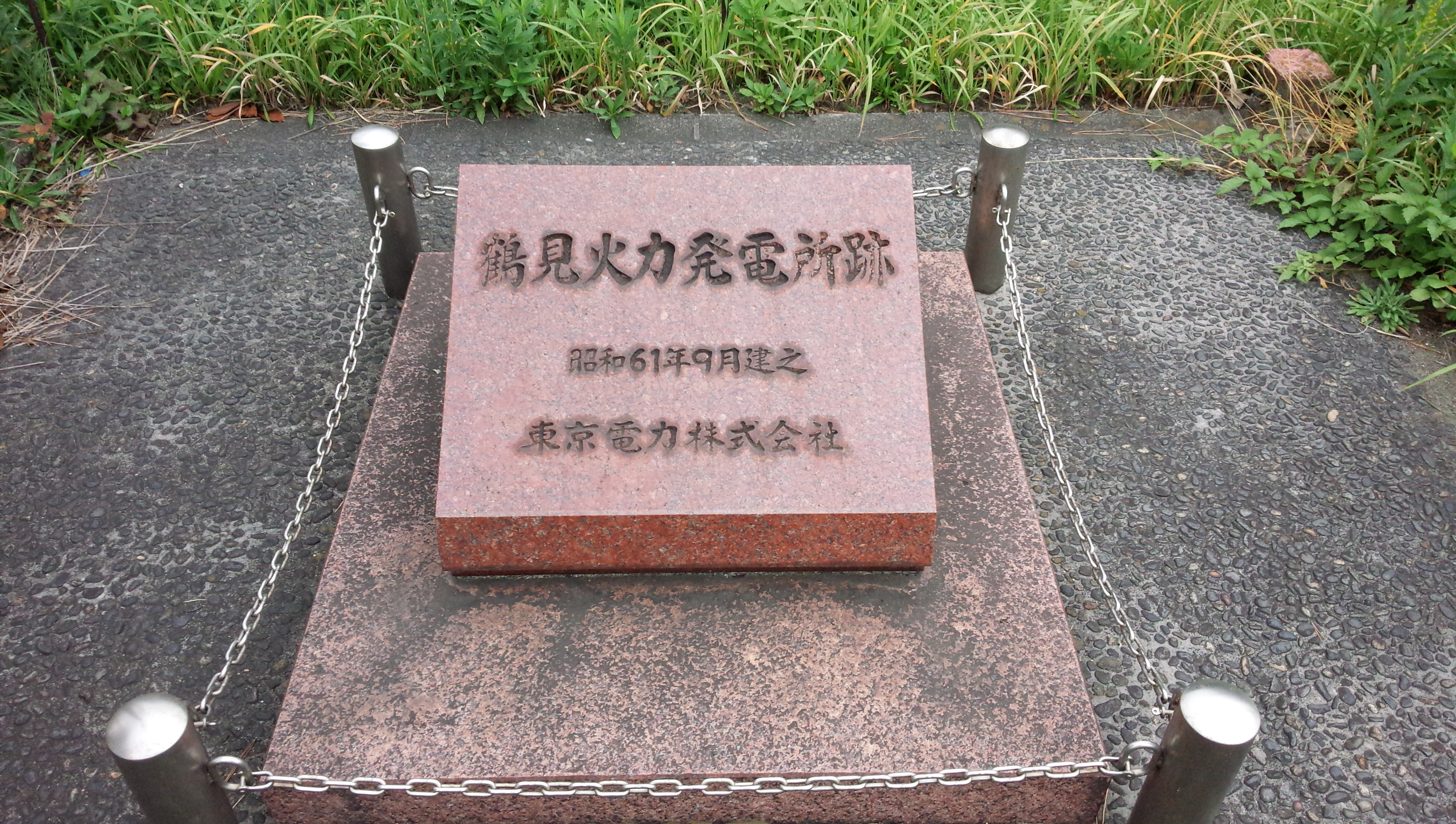
東京電力鶴見火力発電所跡 石碑（表）

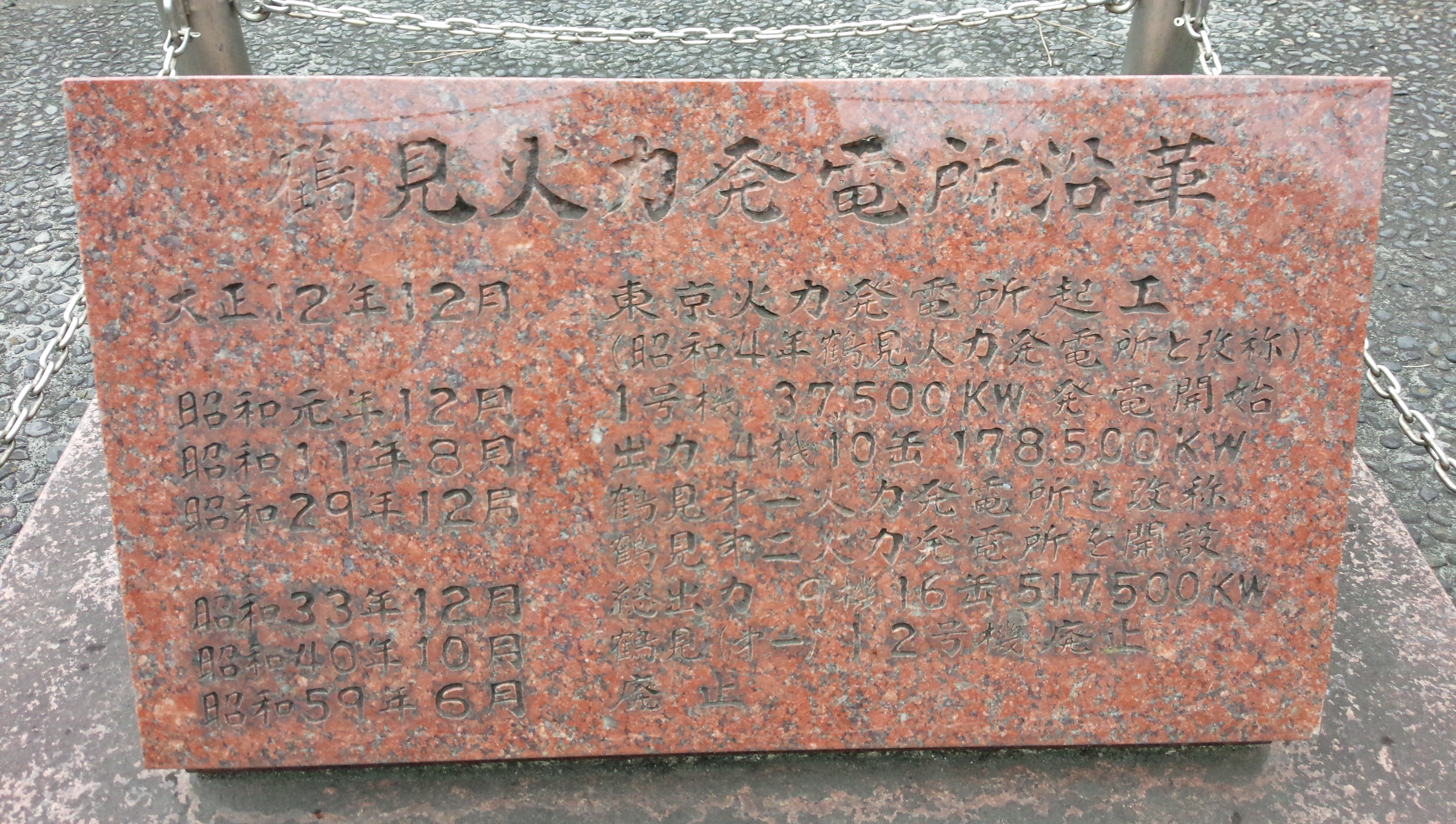
東京電力鶴見火力発電所跡 石碑（裏）

- 1923年（大正12年）12月：東京火力発電所起工。
- 1926年（昭和元年）12月：1号機（3.75万kW）営業運転開始。
- 1929年（昭和4年）：鶴見火力発電所と改称。
- 1936年（昭和11年）8月：4号機営業運転開始、総出力17.85万kW。
- 1954年（昭和29年）12月：既存設備は鶴見第一火力発電所と改称。
- 1955年（昭和30年）1月6日：鶴見第二火力発電所1号機（6.6万kW）営業運転開始。
- 1958年（昭和33年）12月24日：鶴見第二火力発電所5号機（7.5万kW）営業運転開始、総出力9機51.75万kW。
- 1965年（昭和40年）10月：鶴見第一火力発電所1、2号機廃止、総出力7機44.5万kW。
- 1973年（昭和48年）：重油専焼に転換。
- 1984年（昭和59年）6月30日：鶴見火力発電所廃止。